# Titularbistum Corone
Corone ist ein Titularbistum der römisch-katholischen Kirche. 
Es geht zurück auf ein früheres Bistum der antiken Stadt Korone im westlichen Messenien in Griechenland, dem heutigen Koroni, das der Kirchenprovinz Patrassus zugeordnet war.
| Titularbischöfe von Corone |                                             |                                                              |                   |                    |
| Nr.                        | Name                                        | Amt                                                          | von               | bis                |
| 1                          | Pierre Louis Perrichon MEP                  | Koadjutorbischof von Malakka (Straits Settlements)           | 2. August 1920    | 11. August 1932    |
| 2                          | Edouard van Goethem MSC                     | Apostolischer Vikar von Coquilhatville (Belgisch-Kongo)      | 29. November 1932 | 26. Mai 1949       |
| 3                          | João Cláudio Colling                        | Weihbischof in Santa Maria (Brasilien)                       | 12. Dezember 1949 | 23. März 1951      |
| 4                          | Ćiril Banić                                 | Apostolischer Administrator von Šibenik (Knin) (Jugoslawien) | 28. März 1951     | 1961               |
| 5                          | André-Damien-Ferdinand Kardinal Jullien PSS | Kurienbischof                                                | 5. April 1962     | 19. April 1962     |
| 6                          | Ildefonso Rea OSB                           | Abt von Montecassino (Italien)                               | 10. Februar 1963  | 23. September 1971 |